# الرقة
الرقة مدينة سورية ومركز محافظة الرقة الواقعة في شمال سوريا، تقع على الضفة الشرقية لنهر الفرات، على بعد حوالي 160 كم شرق مدينة حلب.
منذ أواسط السبعينيات يعتمد اقتصاد الرقة على سد الفرات وعلى الزراعة وعلى الحقول النفطية المجاورة. في الرقة متحف تاريخي صغير يسمى متحف الرقة، وقد كشفت الحفريات فيها عن آثار تعود إلى العصر العباسي (750 هـ - 1258). من أهم الآثار الباقية في المدينة قصر العذارى أو قصر البنات، والجامع الكبير الذي بني في القرن الثامن الميلادي. تحتوي المدينة القديمة أيضاً على أضرحة عدد من أعلام المسلمين، منهم الصحابي عمار بن ياسر وأويس القرني، عدد سكان المدينة يزيد على 220,000 نسمة.

## الاسم ومنشأه
أنشئت الرقة عام 244 أو 242 قبل الميلاد وسميت في البداية كالينيكوس، نسبة إلى سلوقس الأول، مؤسس المدينة، الذي كان يعرف أيضاً بهذا الاسم (ويقول البعض أن الاسم يعود إلى الفيلسوف اليوناني كالينيكوس الذي يعتقد أنّه توفي في الرقة). في العصر البيزنطي، كانت المدينة مركزاً اقتصادياً وعسكرياً. في 639 فتحتها الجيوش العربية الإسلامية وتحولت تسميتها إلى الرقة وتعني في اللغة الصخرة المسطّحة.

## تاريخ الرقة
في عام 772م بدأ الخليفة العباسي المنصور ببناء عاصمة صيفية للدولة العباسية بالقرب من الرقة، سميت الرافقة. بنيت المدينة الجديدة بشكل حدوة فرس على الطراز المعماري لبغداد، وسرعان ما اندمجت مع الرقة. وبين عامي 796 و 808 استعمل الخليفة العباسي هارون الرشيد الرقة عاصمة «رديفة» له أيضاً، وأصبحت المدينة مركزاً علمياً وثقافياً هاماً. في الرقة عاش وتعلم الفلكي العربي الشهير البتاني (858-929) وكانت الرقة عاصمة رديفة لبغداد لأغلب الخلفاء العباسيين. في عام 1258 دمر المغول الرقة كما فعلوا ببغداد.

## قصور الرقة
يوجد في مدينة الرقة الكثير من الآثار التي تعود لعصور مختلفة وحضارات كانت في شمال شرق سوريا منها وعلى بعد ثلاثة كيلو مترات شمال أحد أبواب الرقة وهو باب بغداد تم الكشف عن آثار ثلاثة قصور أثرية هامة.

### القصر الأول
أطلق على أحد هذه القصور اسم قصر المعتصم 219ـ228هـ/833 م ـ 842 م، وهو قصر كبير المساحة يبلغ طوله /168/ مترًا وعرضه /74/ مترًا، وفي الجهة الشمالية يقع مدخله الرئيسي المؤلف من ثلاثة أبواب مدعمة بأبراج نصف دائرية، ويتقدم القصر حديقة كبيرة تقع في القسم الشمالي من القصر وقصران يعودان لنفس الفترة، حيث كانت مدينة الرقة المصيف والعاصمة الصيفية للخلفاء في العصر العباسي.

## لهجات الرقة
يتحدث معظم سكان محافظة الرقة اللهجة الرقاوية وهي لهجة عربية، تأثرت بمعظم اللهجات المجاورة كاللهجة الحلبية والشامية والحمصية والعراقية والجزيرة العربية وغيرها، وتتميز هذه اللهجة بخصوصيتها ومفرداتها.

## المناخ
المناخ حول الرقة قاري بشكل ملحوظ أكثر مما هو عليه في غرب البحر الأبيض المتوسط غرب سوريا. تتمتع الرقة بمناخ حار وجاف وقاري وسهول وصحراء. يقتصر انخفاض هطول الأمطار في العام بشكل رئيسي على أشهر الشتاء. يمكن أن تنخفض درجات الحرارة إلى ما دون درجة التجمد في الشتاء. الصيف، من ناحية أخرى، حار جدا وجاف. درجات الحرارة فوق 40 درجة مئوية ممكنة بالإضافة إلى أن مناخ الرقة في الليل يجمع بين الرطوبة والنسمات الباردة التي ميزها وجعلها مفضلة لملوك بني العباس والأمير الأموي هشام بن عبد الملك ولعل أبرز صورة عن الرقة في عهد الرشيد تتجسد في أن الأشجار كانت تظلل موكبه طيلة الطريق بين الرقة وبغداد حتى لا تصل الشمس إلى مركبته، وقد قال لحاشيته بعد ترك بغداد: «نِعمَ الدار هي لكنني أريد المناخ»، ذلك لأن مناخ الرقة، وبصورة خاصة في الصيف، كان يوافق صحة الرشيد ومزاجه.[بحاجة لمصدر]
| البيانات المناخية لـلرقة          | البيانات المناخية لـلرقة | البيانات المناخية لـلرقة | البيانات المناخية لـلرقة | البيانات المناخية لـلرقة | البيانات المناخية لـلرقة | البيانات المناخية لـلرقة | البيانات المناخية لـلرقة | البيانات المناخية لـلرقة | البيانات المناخية لـلرقة | البيانات المناخية لـلرقة | البيانات المناخية لـلرقة | البيانات المناخية لـلرقة | البيانات المناخية لـلرقة |
| الشهر                             | يناير                    | فبراير                   | مارس                     | أبريل                    | مايو                     | يونيو                    | يوليو                    | أغسطس                    | سبتمبر                   | أكتوبر                   | نوفمبر                   | ديسمبر                   | المعدل السنوي            |
| --------------------------------- | ------------------------ | ------------------------ | ------------------------ | ------------------------ | ------------------------ | ------------------------ | ------------------------ | ------------------------ | ------------------------ | ------------------------ | ------------------------ | ------------------------ | ------------------------ |
| الدرجة القصوى °م (°ف)             | 18 (64)                  | 22 (72)                  | 26 (79)                  | 33 (91)                  | 41 (106)                 | 42 (108)                 | 43 (109)                 | 47 (117)                 | 41 (106)                 | 35 (95)                  | 30 (86)                  | 21 (70)                  | 47 (117)                 |
| متوسط درجة الحرارة الكبرى °م (°ف) | 12 (54)                  | 14 (57)                  | 18 (64)                  | 24 (75)                  | 31 (88)                  | 36 (97)                  | 39 (102)                 | 38 (100)                 | 33 (91)                  | 29 (84)                  | 21 (70)                  | 16 (61)                  | 26 (79)                  |
| متوسط درجة الحرارة الصغرى °م (°ف) | 2 (36)                   | 3 (37)                   | 5 (41)                   | 11 (52)                  | 15 (59)                  | 18 (64)                  | 21 (70)                  | 21 (70)                  | 16 (61)                  | 12 (54)                  | 7 (45)                   | 4 (39)                   | 11 (52)                  |
| أدنى درجة حرارة °م (°ف)           | −7 (19)                  | −7 (19)                  | −2 (28)                  | 2 (36)                   | 8 (46)                   | 12 (54)                  | 17 (63)                  | 13 (55)                  | 10 (50)                  | 2 (36)                   | −2 (28)                  | −5 (23)                  | −7 (19)                  |
| الهطول مم (إنش)                   | 22 (0.9)                 | 18.2 (0.72)              | 24.3 (0.96)              | 10.2 (0.40)              | 4.5 (0.18)               | 0 (0)                    | 0 (0)                    | 0 (0)                    | 0.1 (0.00)               | 3.1 (0.12)               | 12.4 (0.49)              | 13.6 (0.54)              | 108.4 (4.31)             |
| متوسط أيام هطول الأمطار           | 7                        | 6                        | 5                        | 5                        | 2                        | 0                        | 0                        | 0                        | 0.1                      | 2                        | 3                        | 6                        | 36.1                     |
| متوسط الرطوبة النسبية (%)         | 76                       | 72                       | 60                       | 53                       | 45                       | 34                       | 38                       | 41                       | 44                       | 49                       | 60                       | 73                       | 54                       |
| المصدر #1:                        |                          |                          |                          |                          |                          |                          |                          |                          |                          |                          |                          |                          |                          |
| المصدر #2:                        |                          |                          |                          |                          |                          |                          |                          |                          |                          |                          |                          |                          |                          |

## معرض صور

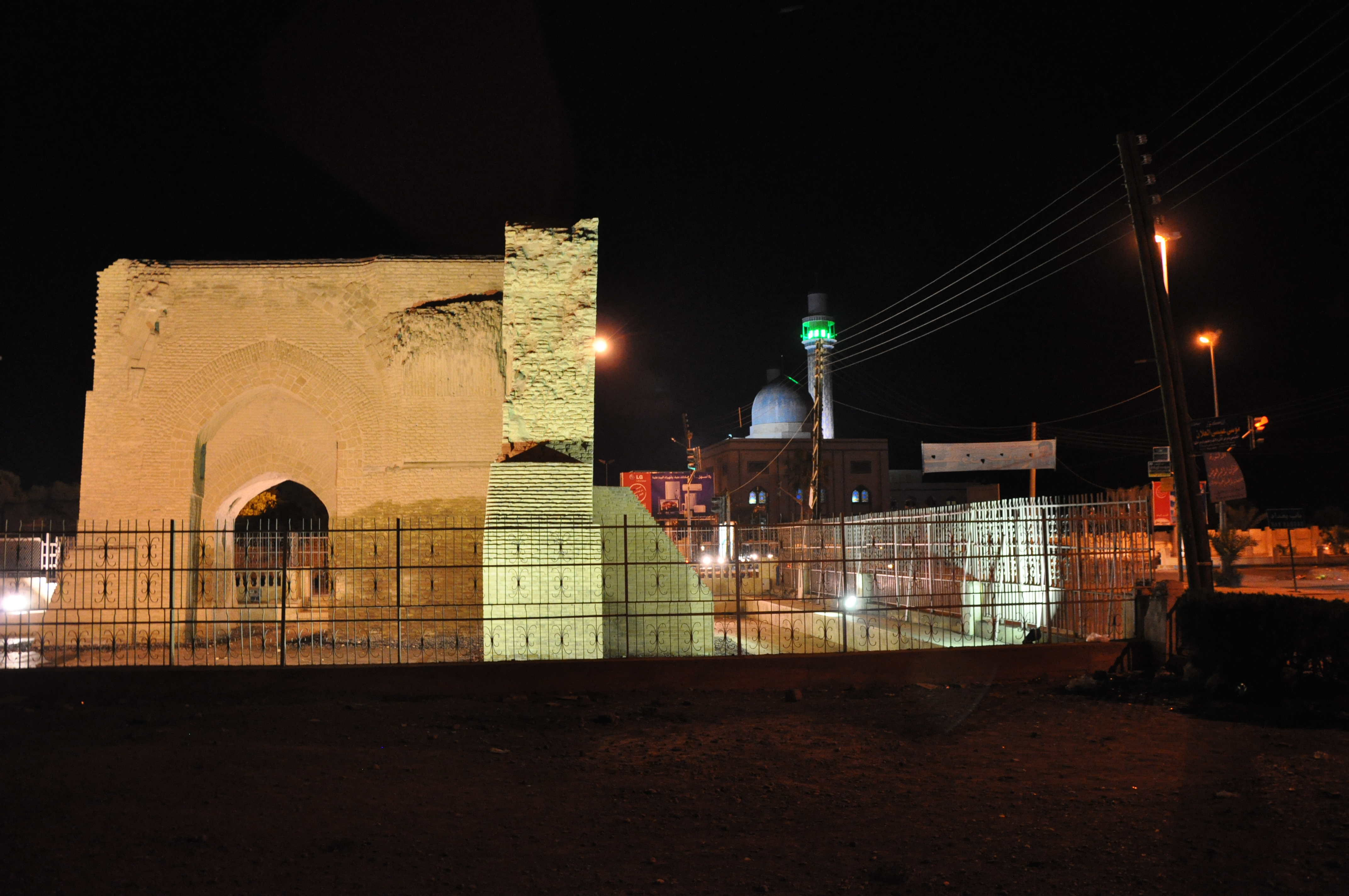
جامع أويس القرني وباب بغداد من معالم الرقة
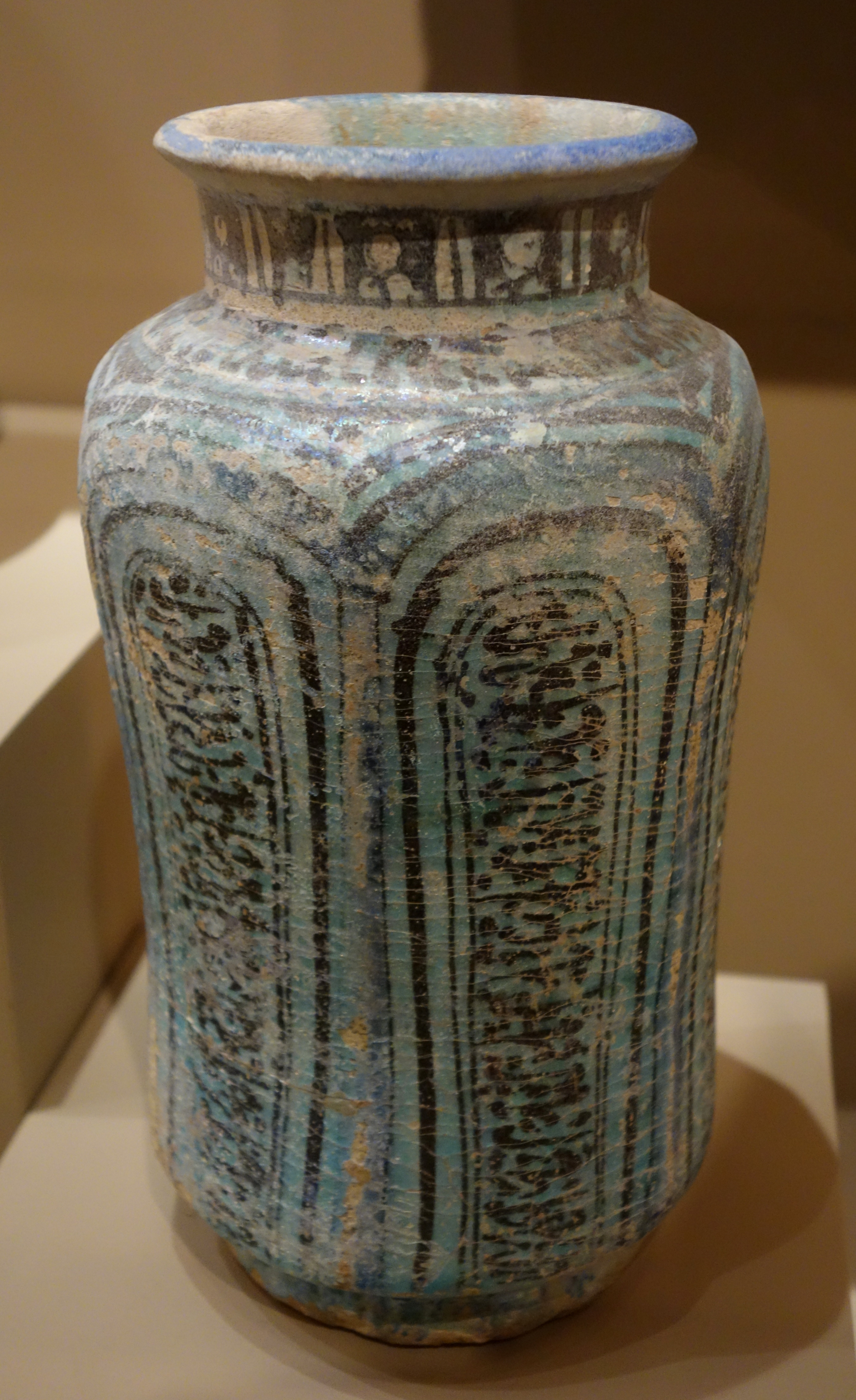
جرة أثرية من الرقة، عمرها نحو سبعمائة سنة